# Laterina
Laterina este o comună în Provincia Arezzo, Toscana din centrul Italiei. În 2011 avea o populație de  3.545 de locuitori.

## Demografie
Laterina - evoluția demografică

|  | Graficele sunt indisponibile din cauza unor probleme tehnice. Mai multe informații se găsesc la Phabricator și la wiki-ul MediaWiki. |

Date: Recensăminte sau birourile de statistică - grafică realizată de Wikipedia